# Neochauliodes orientalis
Neochauliodes orientalis är en insektsart som beskrevs av C.-k. Yang och Ding Yang 1991. Neochauliodes orientalis ingår i släktet Neochauliodes och familjen Corydalidae. Inga underarter finns listade i Catalogue of Life.